# اختبار ساحة المدینة
اختبار ساحة المدينة هو اختبار مبدئي لمجتمع حر اقترحه المنشق السوفياتي السابق والناشط في مجال حقوق الإنسان ناتان شارانسكي، وهو الآن سياسي بارز في إسرائيل.
يوضح شارانسكي في كتابه "قضية الديمقراطية" الذي نُشر في عام 2004 المصطلح: "إذا كان الشخص لا يستطيع السير في وسط ساحة البلدة والتعبير عن آرائه دون خوف من الاعتقال أو السجن أو الأذى الجسدي، فعندئذ يعيش في مجتمع خائف وليس في مجتمع حر. طالما أن أهل المجتمع يعيشون في خوف، فلا يمكننا أن نرتاح، حتى يحصلوا على حريتهم."

## إستعمال
أصبح الاختبار مشهوراً بعد أن صادق علیه جورج دبليو بوش على الكتاب وأشارت كوندوليزا رايس لتوصیف "مجتمع الخوف" في ملاحظاتها المعدة أمام لجنة العلاقات الخارجية بمجلس الشيوخ في 18 يناير 2005:
واصلت رايس تحديد بيلاروسيا وميانمار وكوبا وإيران وكوريا الشمالية وزيمبابوي كأمثلة لبؤر الاستبداد.

## أنظر أيضا
- ديمقراطية
- حرية سياسية
- منطقة الكلام الحر

## وصلات خارجية
- Town Square Test في أكسفورد ، إنجلترا